# Nemacladus calcaratus
Nemacladus calcaratus är en klockväxtart som beskrevs av Nancy Ruth Morin. Nemacladus calcaratus ingår i släktet Nemacladus och familjen klockväxter.
Artens utbredningsområde är Kalifornien. Inga underarter finns listade i Catalogue of Life.